# Universidad de Virginia

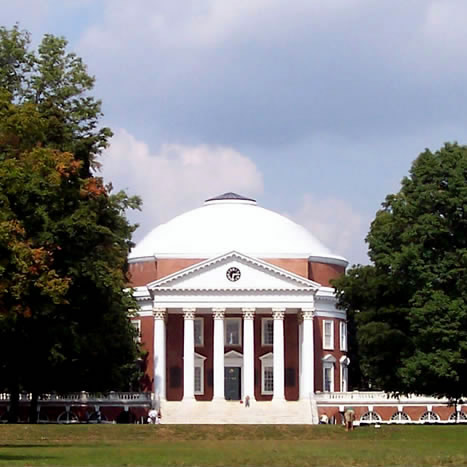
La Rotonda, que alberga la biblioteca de la universidad.

La Universidad de Virginia (en inglés University of Virginia), también conocida como U.Va., UVA, Universidad del Sr. Jefferson, o La Universidad, es una universidad pública situada en Charlottesville, Virginia, fundada por Thomas Jefferson. 
Es la única universidad estadounidense señalada como Patrimonio de la Humanidad. Concebida antes de 1800, y establecida en 1819, es notable en la historia de Estados Unidos por ser la primera en ofrecer títulos en materias como arquitectura, astronomía, y filosofía. Su Escuela de Derecho es la cuarta más antigua de los Estados Unidos y la segunda más antigua funcionando continuamente. Su Escuela de Ingeniería y Ciencias Aplicadas fue la primera escuela de ingeniería en los Estados Unidos asociada a una universidad.
En la edición 2021 del ranking de universidades nacionales del U.S. News & World Report, UVA fue la cuarta universidad pública de más alto rango, número 26 en general. La Escuela de Negocios McIntire ocupa el puesto 7 entre las universidades nacionales de Estados Unidos y el puesto 3 en Business Management.

## Historia

### 1800s

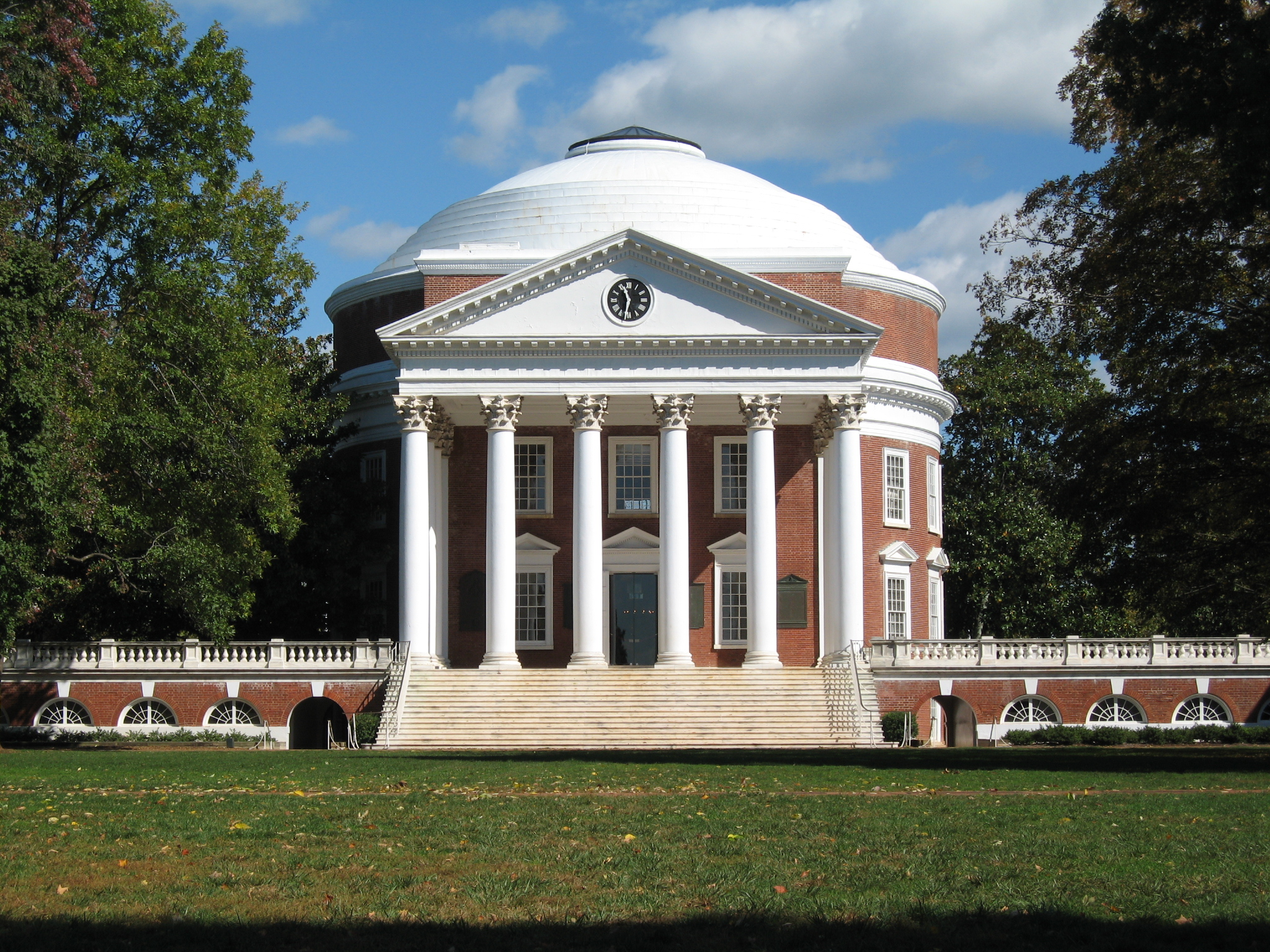
La Rotonda, tal y como se ve desde el jardín sur

En 1802, mientras ejercía como presidente de los Estados Unidos, Thomas Jefferson escribió al artista Charles Willson Peale que su concepto de la nueva universidad sería "a la escala más extensa y liberal que nuestras circunstancias requirieran y nuestras facultades satisficieran", e incluso podría atraer a estudiantes con talento de "otros estados para que vinieran, y bebieran de la copa del conocimiento. " Virginia ya albergaba el College of William & Mary en Williamsburg, pero Jefferson perdió toda confianza en su alma mater, en parte por su carácter religioso -exigía a todos sus estudiantes recitar un catecismo- y su asfixia a las ciencias.  Jefferson había prosperado con los profesores de William & Mary William Small y George Wythe décadas antes, pero la universidad estaba en un periodo de gran decadencia y su preocupación llegó a ser tan grave en 1800 que le expresó al químico británico Joseph Priestley, "tenemos en ese Estado, una universidad lo suficientemente bien dotada como para sacar la miserable existencia a la que una miserable constitución la ha condenado." Estas palabras resonarían unos setenta años más tarde, cuando William & Mary cayó en bancarrota tras la Guerra de Secesión y la universidad de Williamsburg fue cerrada por completo en 1881, siendo más tarde revivida principalmente como una pequeña universidad para profesores hasta que recuperó el estatus de universidad más tarde en el siglo XX. Jefferson imaginó que su nueva universidad "se basaría en la ilimitada libertad de la mente humana. Porque aquí no tememos seguir la verdad adondequiera que nos lleve, ni tolerar ningún error mientras se deje a la razón la libertad de combatirlo."

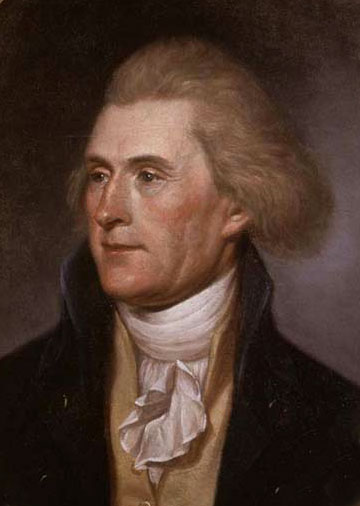
Thomas Jefferson, fundador de la universidad, por Charles Willson Peale (1791)

En 1817, tres presidentes (Jefferson, James Monroe y James Madison) y el Presidente del Tribunal Supremo de los Estados Unidos John Marshall se unieron a otros 24 dignatarios en una reunión celebrada en la taberna Mountain Top de Rockfish Gap. Tras algunas deliberaciones, eligieron la cercana Charlottesville como sede de la nueva Universidad de Virginia. La Junta de Visitantes de la UVA compró a las afueras de Charlottesville una granja que había sido propiedad de James Monroe. El 25 de enero de 1819, la Commonwealth de Virginia fundó una nueva universidad en Charlottesville. 
John Hartwell Cocke colaboró con James Madison, Monroe y Joseph Carrington Cabell para cumplir el sueño de Jefferson de establecer la universidad. Cocke y Jefferson fueron nombrados miembros del comité de construcción para supervisar la obra. La Oficina de Igualdad de Oportunidades y Derechos Civiles de la UVA sigue "buscando oportunidades para comprometernos y reconocer con respeto que vivimos, aprendemos y trabajamos en [lo que una vez fue] el territorio de la Nación India Monacan. " Las universidades asumen su pasado esclavista Archivado el 9 de octubre de 2018 en Wayback Machine., consultado el 8 de octubre de 2018</ref> la universidad poseía esclavos que ayudaron a construir el campus. También servían a estudiantes y profesores. Las primeras clases de la universidad se reunieron el 7 de marzo de 1825. 

## Innovación
Charlottesville es la ciudad con mayor crecimiento de Venture Capital en los Estados Unidos.  La mayoría de los nuevos emprendimientos o startups de Charlottesville comenzaron o fueron financiados por estudiantes y graduados de UVA.  Un ejemplo de startup exitoso lanzado por estudiantes universitarios es Reddit, uno de los 5 sitios en Internet de los Estados Unidos con más de 100 mil millones de páginas vistas anualmente.  Fue fundada por los estudiantes de la Escuela de Negocios McIntire y de la Escuela de Ingeniería y Ciencias Aplicadas Steve Huffman y Alexis Ohanian en 2005.  Otro ejemplo es CNET, que se transformó en una de las principales fuentes de contenido de noticias de tecnología con más de 200 millones de lectores por mes.
Además de McIntire y SEAS, la Escuela de negocios para graduados Darden School ha sido una precursora de entrepeneurs. De acuerdo a un estudio de investigaores de Darden School y de Stanford University, el alumni de UVA ha fundado más de 65.000 empresas que emplean más de 2,3 millones de personas con ingresos anuales de 1600 billones de dólares.

## Código de honor
La universidad se rige por un código de honor, conocido como Sistema de Honor. Esta totalmente controlado por los propios estudiantes. Un estudiante se considera honesto y honrado y se comporta educadamente siempre. Un estudiante nunca miente, roba, ni hace trampas, tanto en su vida académica como personal. Este sistema permite a los profesores entregar exámenes o trabajos para hacer fuera de clase, aunque prohíban usar ayuda de libros o de otros estudiantes. Los alumnos lo cumplen a rajatabla, y devuelven los trabajos firmados con la frase «Por mi honor de estudiante que no he dado ni recibido ayuda en la realización de este trabajo/examen» (On my honor as a student, I have neither given or received aid on this assignment/examination en inglés). Este sistema de honor también permite que en las tiendas y comedores de la universidad los estudiantes compren todo lo que quieran, pagando cuando quieran, con la total seguridad de que así lo harán. Ahora bien, una sola falta al sistema de honor que pueda ser confirmada significa la expulsión inmediata de la universidad, sin posibilidad alguna de volver a ser admitido, y un lunar en el expediente difícil de superar ante otras instituciones y empresas en los Estados Unidos. Desde 2013, un estudiante con una denuncia de honor puede admitir sus acciones ofensivas y pedir dos semestres de permiso antes de volver a la Universidad.

## Organización y administración
La universidad cuenta con varios centros afiliados, como la Escuela de Libros Raros, la sede del Observatorio Nacional de Radioastronomía, el Centro de Política de la Universidad de Virginia, el Centro Weldon Cooper para el Servicio Público, el Instituto Sorensen para el Liderazgo Político, el Instituto de Estudios Avanzados en Cultura y el Centro Miller de Asuntos Públicos. El Museo de Arte Fralin se dedica a crear un entorno en el que tanto la comunidad universitaria como el público en general puedan estudiar y aprender experimentando directamente las obras de arte. La universidad cuenta con su propia empresa de contratación interna, Executive Search Group and Strategic Resourcing. Desde 2013, este departamento depende de la Oficina del Presidente.
En 2006, el presidente Casteen anunció una ambiciosa campaña de capital de 3.000 millones de dólares que debía completarse en diciembre de 2011. Durante la Gran Recesión, el presidente Sullivan no cumplió el plazo de 2011 y lo prorrogó indefinidamente. El objetivo de 3.000 millones de dólares se cumpliría un año y medio después, lo que el presidente Sullivan anunció en las ceremonias de graduación de mayo de 2013.
Para 2013, el presupuesto académico de la UVA, de 1.400 millones de dólares, se sufragaba principalmente con las matrículas y las tasas (32%), las becas de investigación (23%), las dotaciones y las donaciones (19%), y las ventas y los servicios (12%). La universidad recibe el 10% de sus fondos académicos a través de la asignación estatal de la Commonwealth de Virginia. Para el presupuesto general de la universidad (incluyendo el no académico), de 2.600 millones de dólares, el 45% proviene de los ingresos de los pacientes médicos[103] La Commonwealth contribuye con menos del 6%.
A pesar de que la UVA es la universidad emblemática de Virginia, la financiación estatal ha disminuido durante varias décadas consecutivas. El apoyo financiero del Estado se redujo a la mitad, pasando del 12% de los ingresos totales en 2001-02 al 6% en 2013-14. La parte de los ingresos académicos procedentes del Estado se redujo aún más en el mismo periodo, pasando del 22% a solo el 9%. Este apoyo nominal del Estado, que aportó solo 154 millones de dólares del presupuesto de 2.600 millones de dólares de la UVA en 2012-13, ha llevado al presidente Sullivan y a otros a contemplar la privatización parcial de la Universidad de Virginia. La Escuela Darden y la Facultad de Derecho de la UVA ya son autosuficientes.
Hunter R. Rawlings III, presidente del destacado grupo de investigación de universidades de la Asociación de Universidades Estadounidenses, acudió a Charlottesville para pronunciar un discurso ante el profesorado de la universidad que incluía una declaración sobre la propuesta: "no hay ninguna posibilidad, por lo que veo, de que ningún estado renuncie nunca a la propiedad y la gobernanza de sus universidades públicas, y mucho menos de su universidad de investigación emblemática". Animó a los líderes universitarios a dejar de hablar de privatización y, en su lugar, a presionar a sus legisladores estatales para que aumenten la financiación de la educación superior y la investigación como un bien público.
Hasta 2013, la Universidad de Virginia era una de las dos únicas universidades públicas de Estados Unidos que tenía una calificación crediticia de triple A por parte de las tres principales agencias de calificación crediticia.

## Facultades y escuelas de la UVA
| Facultad/Escuela                                       | Año de fundación |
| ------------------------------------------------------ | ---------------- |
| Escuela de Arquitectura                                | 1954             |
| Facultad de Artes y Ciencias                           | 1824             |
| Escuela de Negocios Darden                             | 1954             |
| Escuela de Comercio McIntire                           | 1921             |
| Escuela de Estudios Profesionales y Continuos          | 1915             |
| Escuela de Ciencias de la Información                  | 2019             |
| Escuela de Educación Curry                             | 1905             |
| Escuela de Ingeniería y Ciencias Aplicadas             | 1836             |
| Facultad de Derecho                                    | 1819             |
| Escuela de Liderazgo y Políticas Públicas Frank Batten | 2007             |
| Facultad de Medicina                                   | 1819             |
| Escuela de Enfermería                                  | 1901             |

## Antiguos alumnos destacados
- Fernando Bolívar, sobrino del Libertador Simón Bolívar, posiblemente uno de los primeros hispanos en ingresar a una universidad estadounidense (1827).
- Woodrow Wilson, 28.ª presidente de Estados Unidos
- Robert F. Kennedy, candidato a la presidencia de los Estados Unidos en 1968
- Ted Kennedy, senador de los Estados Unidos
- Edgar Allan Poe, poeta
- Ralph Sampson, jugador de baloncesto
- Claudio Reyna, jugador de fútbol
- Javier Solana, exministro del Gobierno de España y ex secretario general de la OTAN
- Linda R. Watkins, bioquímica, Premio Príncipe de Asturias de Investigación Científica y Técnica en 2010.

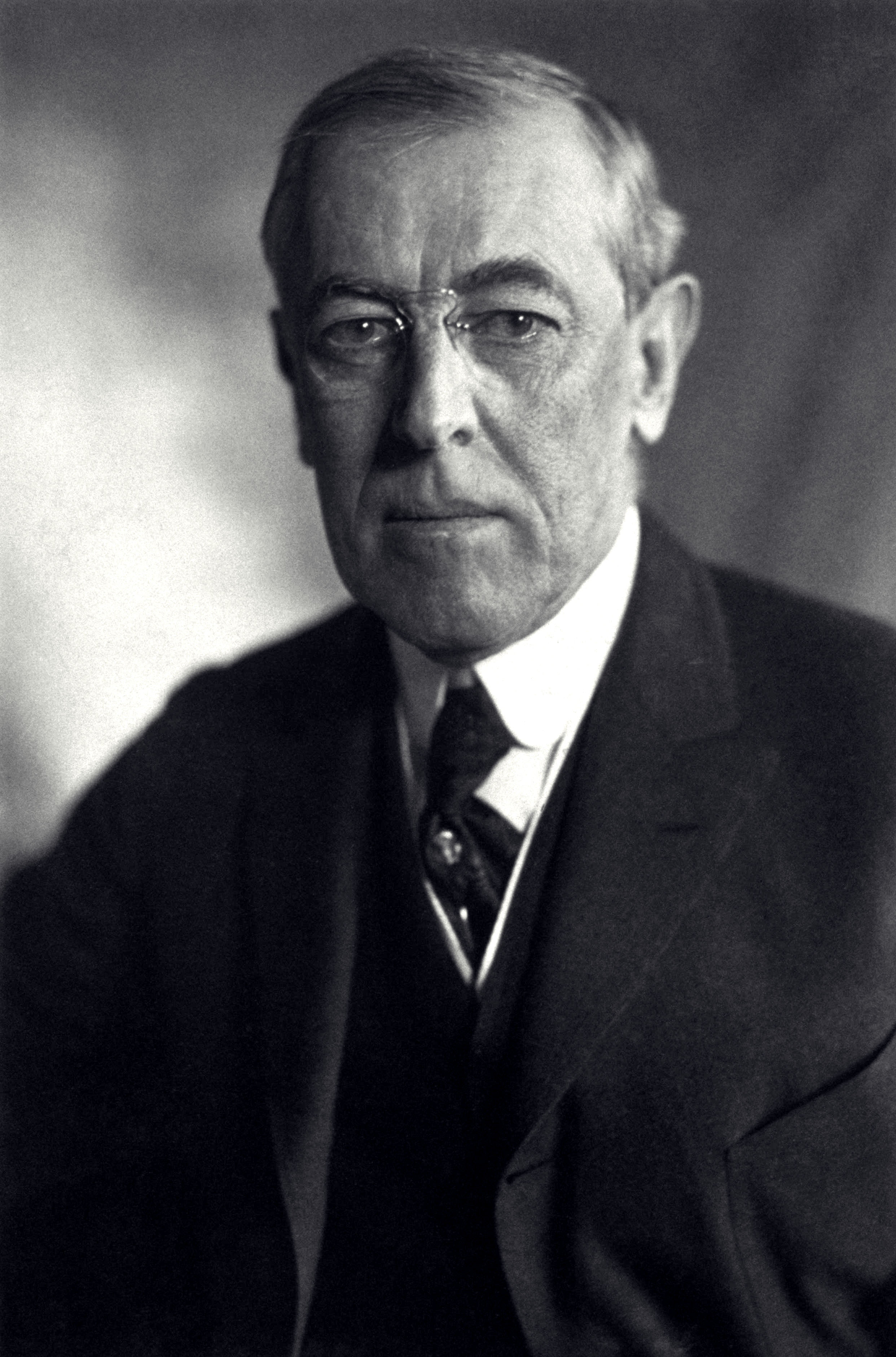
Woodrow Wilson
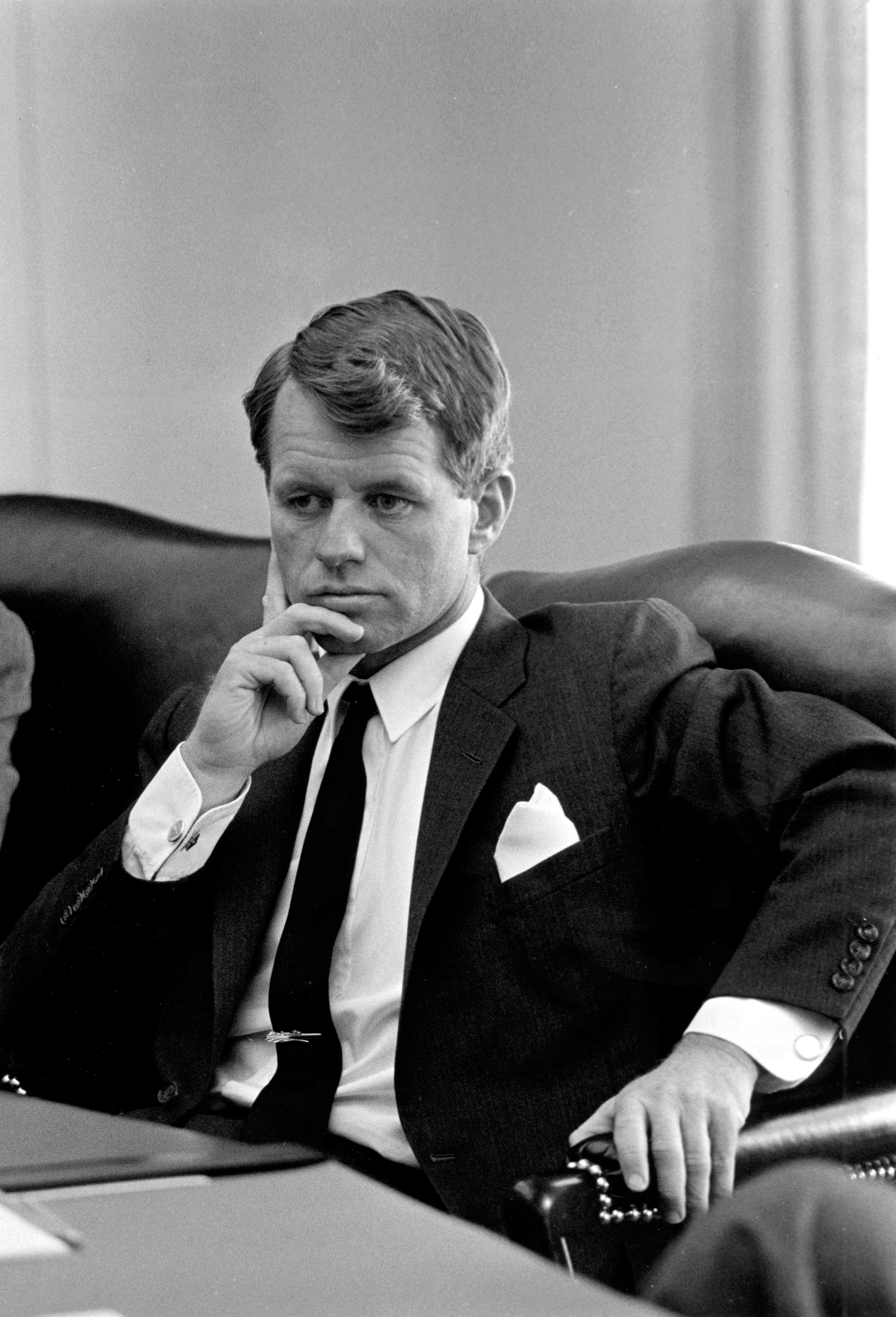
Robert F. Kennedy
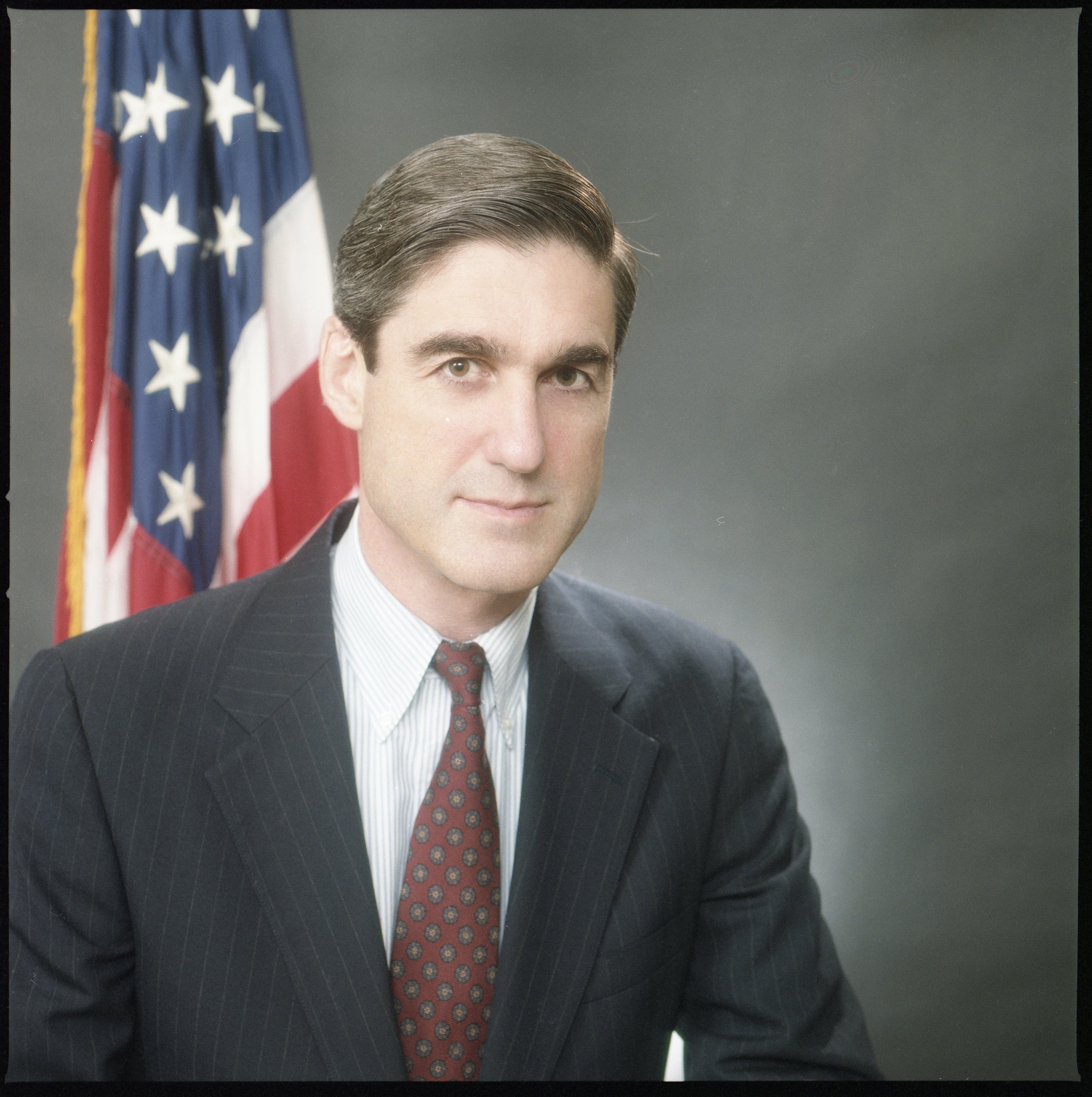
Robert Mueller
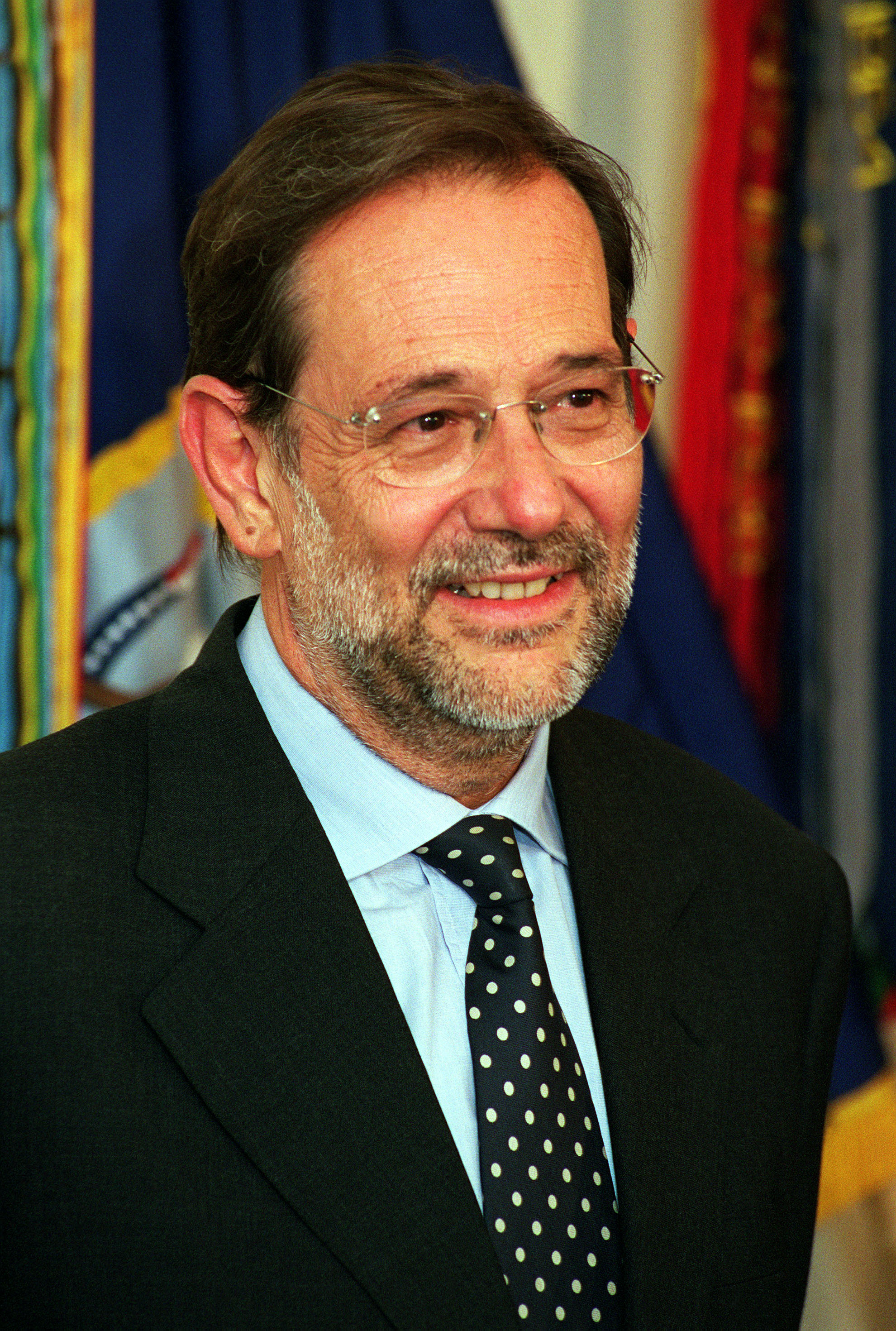
Javier Solana